# Walter Dobrogosz
Walter Dobrogosz, född 3 september 1933 i Albion i Pennsylvania i USA, död 4 augusti 2023 i Raleigh, North Carolina var en amerikansk mikrobiolog.
Walter Dobrogosz var son till Walter Dobrogosz från Warszawa i Polen och Mary Dobrogosz. Han växte upp i Erie i Pennsylvania. Han studerade på Pennsylvania State University, där han tog kandidat- och magisterexamina samt disputerade i bakteriologi och biokemi. Åren 1960–1962 forskade han på University of Illinois at Urbana-Champaign i Urbana-Champaign, varefter han kom som lärare North Carolina State University, där han blev professor i mikrobiologi 1968. Han var kvar på universitetet till sin pensionering 2003.
Dobrogosz har gjort sig känd för sin forskning om den probiotiska bakterien Limosilactobacillus reuteri. År 1985 upptäckte han och kollegan Sven Lindgren vid Sveriges lantbruksuniversitet i Sverige att Limosilactobacillus reuteri producerar en kraftfull antimikrobisk substans, vilken de benämnde efter Gerhard Reuter. De extraherade en människospecifik variant ur bröstmjölk med potentiellt probiotiska egenskaper. Dobrogosz och Lindgren innehar patent beträffande detta.
Walter Dobrogosz grundade 1987 företaget Probiologics International för att kommersialisera Linosilactobacillus reuteri. Företaget såldes till utomstående 1990 och har numera namnet BioGaia AB. 
Dobrogosz gifte sig med Donna Dobrogosz 1953 och paret fick fyra barn, bland andra den stockholmsbaserade kompositören och musikern Steve Dobrogosz. Han är farfar till Jonathan Fritzén.